# (2920) Automédon
(2920) Automédon (désignation internationale (2920) Automedon) est un astéroïde troyen de Jupiter situé au point de Lagrange L4 du système Soleil-Jupiter, dans le "camp grec". Il a été nommé d'après le héros grec Automédon, qui combattit durant la guerre de Troie. Il a été découvert par Edward L. G. Bowell à la station Anderson Mesa de l'observatoire Lowell le 3 mai 1981.